# 康尚
康尚（こうじょう、生没年未詳）は、平安時代中期の仏師。「仏師職の祖」と称される。光孝源氏で、日向守・源康行の子。定朝の父。名前は康成、康浄、康常、康昭、康聖、康昌、広尚、好常とも表記され、読みは「こうじょう」とわかる。
官人として従五位下・尾張介に至るが出家。
康尚が最初どのような仏所組織に属していたかは不明だが、やがて寺院付属の工房から離れ私立の工房を形成、定朝をはじめ多くの弟子を抱える専業的な造像体制を確立し、皇室、摂関家などの造寺発願や、高野山、比叡山などで造仏に従事した。

## 作品
確実な遺作は伝存しないが、東福寺同聚院不動明王坐像は伝康尚作とされる。本作の制作にあたって、康尚は智証大師請来様と言われる図様に従いながらも、醜悪さを廃し優美さを盛り込んだ。仏教的な規範よりも美意識を優先できる、専業仏師ならではの作品と言え、洗練・優雅な定朝様の先駆となる作品である。

## 参考資料
- 伊東史朗『日本の美術458 平安時代後期の彫刻 信仰と美の調和』至文堂、2004年。ISBN 4-7843-3458-0。